# Сланя, Чеслав
Че́слав Сла́ня (пол. Czesław Słania, IPA: [tʃɛswav swanja]; 22 октября 1921, Челядзь, Силезия, Польша — 17 марта 2005, Краков, Польша) — известный гравёр почтовых марок и банкнот. По данным Книги рекордов Гиннесса, Сланя является самым плодовитым среди всех гравёров почтовых марок, выгравировав более 1000 миниатюр 32 государств и денежных знаков 10 стран мира.

## Биография и творчество
Чеслав Сланя родился в городе Челядзь в Польше. В 1945 году он поступил в Краковскую Академию искусств, известный центр обучения мастерству гравюры. Ещё во время учёбы Сланя был принят на работу в полиграфическое бюро Польши, где занял должность гравёра банкнот и почтовых марок.
Свою дипломную работу в Академии студент Сланя посвятил филателии: он выгравировал знаменитую «Грюнвальдскую битву» Яна Матейко для эскиза будущей марки. По оценкам специалистов, уровень его мастерства до сих пор остался непревзойдённым. Марка с гравюрой Слани так и не увидела свет: после эмиграции художника оригинал марки переделали.
Первая польская марка Чеслава Слани была подготовлена в марте 1951 года совместно с гравёром М. Полаком к 80-летию Парижской коммуны, где его штихелю принадлежит портрет Я. Домбровского. В июле 1951 года они же подготовили марки к семилетию восстановления независимости Польши, где Сланя выполнил портреты Б. Берута. В декабре того же года вышли марки, посвящённые увеличению добычи угля, автором рисунка которых был непосредственно Сланя. За период работы в Польше им были выполнены 40 марок, последняя из которых — марка номиналом в 60 грошей из серии «Олимпиада в Мельбурне» — поступила в обращение в ноябре 1956 года.
В 1956 году Сланя переехал в Швецию, где на первых порах ему приходилось заниматься любой работой, чтобы иметь средства к существованию. Свой первый заказ художник получил лишь в 1959 году, когда был принят на работу почтовым ведомством Швеции. Первые его шведские марки, подготовленные к юбилею шведского художника Андерса Цорна, поступили в обращение в феврале 1960 года. Миниатюры были восприняты настолько положительно, что все марки Швеции 1960 года, за исключением двух, гравировал Сланя. Вскоре он стал придворным гравёром короля Швеции.

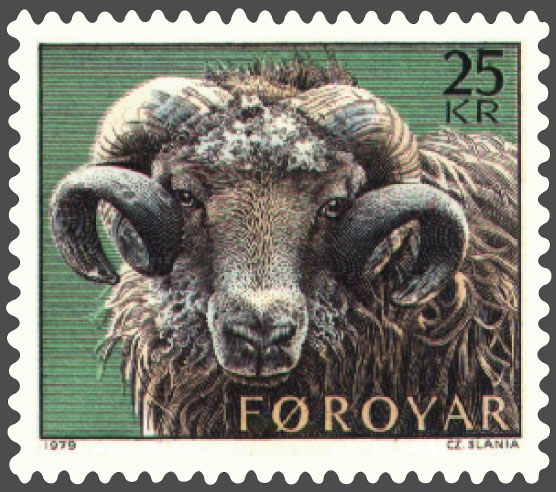
Марка Фарерских островов с изображением барана. Гравюра Слани (1979)

За свою долгую карьеру художник выгравировал множество почтовых марок для Швеции и 31 другой страны. В 1974 году он подготовил почтовый блок к 25-летию правления князя Ренье III и с тех пор был придворным гравёром князя Монако. Его штихелю принадлежит серия английских марок «Морские традиции Великобритании». С 1962 года Сланя активно работал над марками Дании. Он также является автором многих марок автономной почтовой администрации Фарерских островов, как, например, миниатюры с изображением барана, вышедшей в 1979 году.
В 1992 году, при подготовке совместного российско-шведского выпуска с репродукциями русских икон из музеев двух стран, Чеслав Сланя сделал гравированные эскизы марок. Издательско-торговый центр «Марка» был готов к сотрудничеству с художником, однако впоследствии от дорогостоящей технологии металлографии решили отказаться. Новые марки с гравюрами Слани увидели свет только в Швеции, в России они были отпечатаны офсетным способом.
В 1993 году Чеслав Сланя снова начал гравировать марки для Польши. Им был подготовлен памятный блок к Международной филателистической выставке «Польска-93», а затем и другие марки, в том числе блок к XVIII Общепольской филателистической выставке 1999 года.
Последней работой гравёра стала коммеморативная марка в честь 60-летия Генеральной Ассамблеи ООН, увидевшая свет в феврале 2005 года, незадолго до его смерти.

## Награды
Чеслав Сланя был удостоен следующих наград:
- в 1984 году — Премии Роберта Штольца за серию почтовых марок Швеции 1983 года «Музыка в Швеции» (Mi #1253—1257; Sc #1473a—e).
- 9 марта 2002 года — Премии Королевской почты за жизненные достижения (англ. Royal Mail Lifetime Achievement Award) в связи с 50-летием работы в области дизайна марок[en][5].

Марка Великобритании работы Ч. Слани (1995), приуроченная к 200-летию со дня рождения Р. Хилла и изображающая его на фоне «Чёрного пенни»(Sc #1626)

Помимо этого, выгравированный Сланей рисунок для британской миниатюры 1995 года в честь «отца» первой почтовой марки Р. Хилла, послужил основой для дизайна диплома Премий Роуленда Хилла.

## Память
К 70-летию гравёра в октябре 1991 года шведская почта выпустила памятный буклет из трёх марок и купона, что является беспрецедентным случаем. На основной марке воспроизведена картина К. Г. Пило «Коронация Густава III», на двух других — её фрагменты. На купоне можно видеть надпись на шведском языке «Чеслав Сланя. 70 лет» и инструменты гравёра.
В 2000 году в Швеции был выпущен памятный блок с тысячной маркой Слани. На юбилейной миниатюре гравёром была помещена картина Д. Клекера фон Эренстраля «Славные деяния шведских королей». На блоке была сделана надпись на шведском языке: «17 марта 2000 г. 1000-я марка Чеслава Слани». Это самая большая марка в мире (81 × 60 мм), она занесена в Книгу рекордов Гиннесса.
Дополнительно существует ряд спецгашений и цельных вещей Польши, Швеции, США и Испании, которые чествовали Чеслава Сланю как выдающегося художника-миниатюриста.
Сланя относится к числу очень немногих гравёров, имена которых пользуются широкой известностью у филателистов, причём некоторые из них специализируются на коллекционировании только выгравированных им марок. В мире существует несколько обществ филателистов, собирающих только марки Ч. Слани, крупнейшим из которых на протяжении некоторого времени являлась Czeslaw Slania Stydy Group («Группа по изучению марок Чеслава Слани») в США. Этим объединением издавался ежеквартальный бюллетень.

## «Проделки» Слани

Марка Польши, 1,40 злотого, 1954(Sc #654)

Произведениям Чеслава Слани присуще высокое качество и точность деталей. Однако иногда гравёр позволял себе некоторые вольности, помещая на рисунках марок посредством тайнописи (микропечати) фамилии своих родственников и друзей. Так, например, на марке номиналом в 1,40 злотого из серии к 10-летию свободной Польши, на корешках и обложках изображённых на полках книг можно прочесть крошечного размера слова на польском языке — «Жозефа Сланя» (имя его матери), «Мария Маевска» (имя двоюродной сестры), «Потоп» (название книги) и т. п. В каталоге «Скотт» эта марка оценена в 10 долларов США, тогда как другие марки той же серии стоят в среднем около 1 доллара.

Марка Дании, 15 эре, 1965(Sc #415)

На датской марке в честь 100-летнего юбилея первой бизнес-школы в стране (торгового колледжа в Аархусе), в графах таблицы на открытой странице кассовой книги мелкими рукописными буквами нанесены имена друзей-датчан Слани — А. Е. Расмуссена (дат. A. E. Rasmussen) и Р. Сундгаарда (R. Sundgaard).
Подобные шутки проделывались знаменитым гравёром с некоторыми другими марками Польши и Швеции и не ограничивались только микронадписями. На рисунках отдельных марок художник оставил изображения себя, своей матери и своих коллег. Кроме того, Чеслав Сланя создавал частные непочтовые миниатюры (виньетки), своего рода артимарки, одна из которых посвящена памяти его матери.
Любовь к боксу подтолкнула Ч. Сланю изготовить в 1960-х годах впечатляющую серию из 23 виньеток, на которых увековечены образы чемпионов мира в тяжёлом весе с 1882 по 1964 год. При создании первой марки серии, с портретом Джона Салливана, гравёр использовал собственные руки в качестве модели для рисунка. Эскизы с портретами боксёров Сланя первоначально рассылал бесплатно на адреса различных почтовых ведомств, однако эти марки так и не были официально выпущены. В 2005 году, вскоре после смерти Слани, его друг и соавтор Пётр Нашарковский выполнил частным образом сувенирный листок со всеми марками «боксёрской» серии, дополнив её 24-маркой, на которой «чемпион мира» из Книги рекордов Гиннесса Чеслав Сланя держит в руке свою 1000-ю почтовую миниатюру.

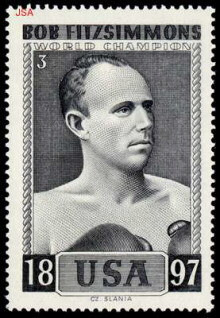
Чемпион 1897 года Боб Фицсиммонс (Великобритания; ошибочно указаны США)
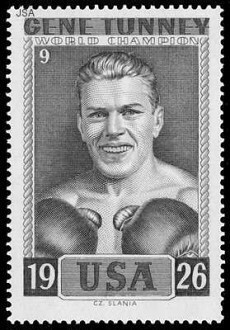
Джин Танни (США, чемпион 1926 года)
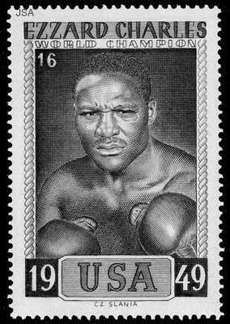
Эззард Чарльз (США, чемпион 1949 года)